# شیلینگ بریتانیا

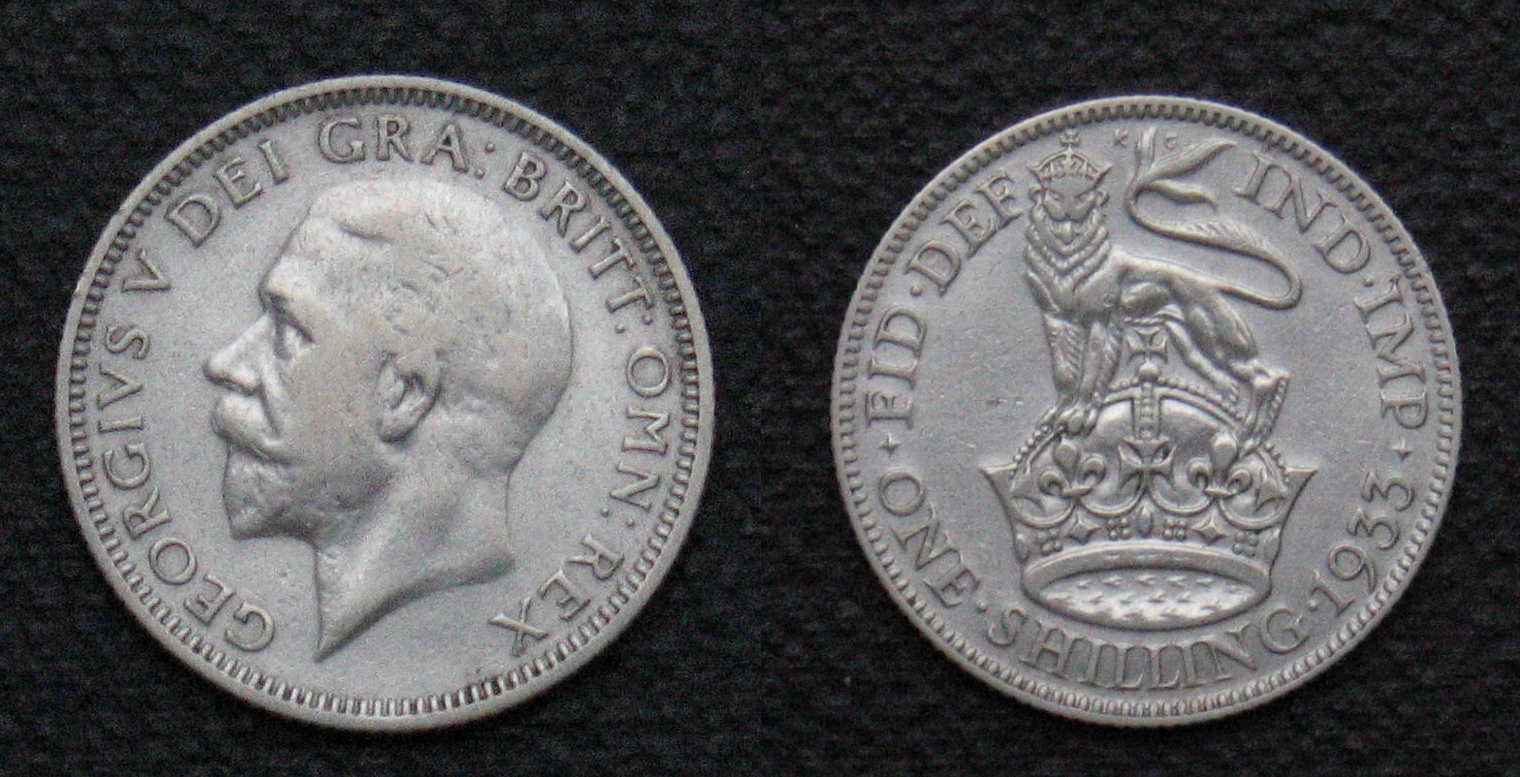
یک شیلینگ بریتانیا در سال ۱۹۳۳

شیلینگ (به انگلیسی: Shilling) اجزای قدیمی یکای پول پادشاهی بریتانیا بود. سکه شیلینگ نخستین بار در سال ۱۵۰۴ در دوران پادشاهی هنری هفتم ضرب شد.
تا سال ۱۹۷۰ یک پوند برابر با ۲۰ شیلینگ و هر شیلینگ برابر با ۱۲ پنی بود. هر ۲ شیلینگ نیز یکای دیگری به نام فلورین را تشکیل می‌داد. بین سال‌های ۱۹۶۷–۱۹۷۰ در یکای پول بریتانیا تحول بزرگی ایجاد شد و پوند بریتانیا به صورت ساده برابر با یکصد پنی شد و شیلینگ از سیستم پولی بریتانیا حذف شد.

## جستار های وابسته
- فهرست یکای پول رایج کشورها
- پوند استرلینگ
- شیلینگ